# Велика награда Сан Марина 2003.
Велика награда Сан Марина 2003. године је била трка у светском шампионату Формуле 1 2003. године која се одржала на аутомобилској стази „Енцо и Дино Ферари“ у Имоли, 20. априла 2002. године.
Победник је био Михаел Шумахер, другопласирани Кими Раиконен, док је трку као трећепласирани завршио Рубенс Барикело.